# Hercules Custos tempel
Hercules Custos tempel (latin: Aedes Herculis Custodis), Hercules Väktarens tempel, var ett tempel i närheten av Circus Flaminius på södra Marsfältet i antikens Rom. Templet var invigt åt Hercules i hans egenskap av väktare för Circus Flaminius och uppfördes förmodligen omkring år 220 f.Kr. År 218 f.Kr. firades en supplicatio-ceremoni i templet, på initiativ av romerska senaten. Lucio Cornelio Sulla lät bygga om templet efter att ha konsulterat de sibyllinska oraklen.
Ett decemvirat beslutade år 189 f.Kr. att en staty föreställande Hercules skulle uppföras i templet.